# إيلي كيم
إيلي كيم (بالإنجليزية: Eli Kim)‏ هو مغني أمريكي، ولد في 13 مارس 1991 في لوس أنجلوس في الولايات المتحدة.

## وصلات خارجية
- الموقع الرسمي
- إيلي كيم على موقع ميوزك برينز (الإنجليزية)